# Evergetenbund
Evergeten (greka: Euergeten czyli Dobroczyńcy; niem. Evergetenbund) był to związek podobny do wolnomularskich, założony w roku 1792 na Śląsku, rozwiązany w 1795 r.
Pochodzenie nazwy Evergeten (Evergetä lub Euergeten) być może wiąże się z określeniem starożytnego ludu w perskiej prowincji Drangiana, wspomnianego przez króla Cyrusa Starszego, jako ludu dobroczyńców, ponieważ pomogli mu w zaopatrzeniu armii na pustyni.

## Założyciele związkuEvergeten
Pod koniec XVIII wieku w Prusach rewolucyjne idee się uzewnętrzniały w powstawaniu konspiracyjnych związków. Jednym z nich był związek Evergeten założony w Głogowie wiosną 1792 r. wraz z grupą przyjaciół przez 25-letniego porucznika Augusta Wilhelma von Leipzigera. Celem i zadaniem związku miało być kontynuowanie idei zakazanego od 1785 r. zakonu iluminatów, to znaczy szerzenie oświaty i propagowanie idei oświeceniowych. Wśród grupy przyjaciół najwybitniejszymi byli: 
- pruski urzędnik państwowy pochodzenia włoskiego, publicysta, poeta Joseph von Zerboni di Sposetti (1766–1831), który po ukończeniu studiów prawniczych otrzymał stanowisko asesora w izbie administracji państwowej w Głogowie, gdzie nawiązał właśnie kontakt z wolnomularzami (masonami);
- kupiec-hurtownik, polityk komunalny, poeta epoki romantyzmu z Jeleniej Góry Christian Jacob Salice-Contessa, również pochodzenia włoskiego, kolega szkolny Zerboniego, obaj uczęszczali do gimnazjum jezuickiego we Wrocławiu;
- asesor von Reibnitz, przyjaciel Zerboniego;
- radca przy urzędzie celnym, prawnik Hans von Held, w czasie studiów zaangażowany w idealistycznych tajnych zrzeszeniach;
- węgierski duchowny (początkowo w zakonie kapucynów, przeszedł na luteranizm), orientalista, mason Ignaz Aurelius Feßler (1756–1839), były profesor na uniwersytecie we Lwowie, ze względu na antyjezuicką publikację musiał nagle wyjechać i udał się do Wrocławia, gdzie znalazł schronienie u księcia Schönaich-Carolath na zamku Carolath nad Odrą w pobliżu Głogowa (obecnie Siedlisko (powiat nowosolski)).

Gdy w 1792 r. porucznik von Leipziger poszedł na wojnę przeciw Francji, kierownictwo związku powierzono profesorowi Feßlerowi na zamku Carolath, który zajmował stanowisko ugodowe, to znaczy nie chciał angażować się w działalność polityczną w przeciwieństwie do Zerboniego i jego kolegi Salice-Contessa dążących do rozpętania rewolucji w Prusach. Feßler postępował według zasady, że działalność kulturalno-oświatowa winna wyprzedzać zmiany polityczne.
Prusy w wyniku II rozbioru Polski uzyskały nowe terytoria, nazwane Prusy Południowe, Zerboni otrzymał w 1793 r. nowe stanowisko w izbie wojenno-ekonomicznej administracji państwowej w Piotrkowie Trybunalskim, co miało fatalne skutki dla niego osobiście oraz dla związku Evergeten. Józef Zerboni z młodszym bratem Karolem, porucznikiem von Leipziger i kolegą szkolnym Salice-Contessa, działając wspólnie i w porozumieniu w sposób zorganizowany usiłował zwalczać korupcję i inne nadużycia w administracji państwa pruskiego, w związku z tym publikował w prasie krytyczne artykuły, co jednak nie przyczyniło się do poprawy sytuacji. Wobec tego Zerboni 12 października 1796 r. opublikował w gazetach wybitnie napastliwy list otwarty do ministra pruskiego hrabiego von Hoyma. Wobec takiego zuchwalstwa, władze państwowe widziały się zmuszone do podjęcia działań, w wyniku których bracia Zerboni, von Leipziger i Salice-Contessa zostali uwięzieni, a jednocześnie wszczęto dochodzenie, przeprowadzono rewizje, co doprowadziło do ujawnienia związku Evergeten i prześladowania jego członków jako pruskich Jakobinów.
Po śmierci króla Prus w 1797 r. w ramach zwyczajowej amnestii związanej z wstąpieniem na tron następnego króla Prus bracia Zerboni i Salice-Contessa zostali zwolnieni, jednak Józef został postawiony przed sądem i skazany. Ostatecznie po kilkunastu latach król Prus przywrócił go do służby i mianował w 1815 r. naczelnym prezesem Księstwa Poznańskiego.